# Kipo und die Welt der Wundermonster
Kipo und die Welt der Wundermonster (Originaltitel: Kipo and the Age of Wonderbeasts) ist eine US-amerikanische Zeichentrick-Fernsehserie von Radford Sechrist, basierend auf dessen Webcomic Kipo. Die erste Staffel erschien am 14. Januar 2020 auf Netflix. Die zweite Staffel erschien am 12. Juni 2020; die dritte und letzte Staffel am 12. Oktober 2020.

## Handlung
In einer post-apokalyptischen Zukunft, über zweihundert Jahre nach unserer Gegenwart, leben im Gebiet der Stadtödnis „Las Vistas“ die Menschen hauptsächlich unterirdisch in Bauen, an der Oberfläche wiederum mutierte, riesige oder vermenschlichte Tiere.
Kipo Oak, ein Mädchen aus einem Bau, gelangt zum ersten Mal auf die Oberfläche, als ihr Bau zerstört wird. Gemeinsam mit ihren neuen Freunden sucht sie den Weg dorthin zurück und danach, als sie entdeckt, dass dessen Bevölkerung es geschafft haben muss zu fliehen, den Weg zu Standort B, einem neuen Bau. Dabei sind sie auch auf der Flucht vor Tieren, die sie im Auftrag von Scarl dem Großen, einem Mandrill, jagen, der die Menschen unterwerfen möchte. Nachdem sie den Standort B erreicht haben, stürmt Skarl diesen mit seinem Hofstaat und entführt die meisten Menschen daraus, darunter Kipos Vater. Er will die goldene Stadt Aurum errichten und sich zum König über alle Mutanten krönen. Um ihn aufzuhalten, muss Kipo, die selbst mutierte Gene in sich trägt, lernen, ihre Verwandlung in einen Mega-Jaguar zu kontrollieren. Dabei erfährt sie auch, dass ihre Mutter zu einem Mega-Affen mutiert ist, und begegnet Dr. Emilia, die zu Gunsten der Menschen die Existenz von Mutanten beenden und nicht nur Skarl, sondern auch Kipo und deren Mutter, bekämpfen will. Während Kipo, nachdem sie Skarl besiegt und seinen Plan vereitelt hat, schwört, herauszufinden, wie sie ihre Mutter zurück verwandeln kann, überzeugt Dr. Emilia, die Menschen aus Kipos Bau, sich ihr anzuschließen, um wieder die Kontrolle an der Oberfläche anzunehmen. Während Emilia ein Heilmittel herstellt, mit dem sie Mutanten in gewöhnliche Tiere verwandelt und durch das Kipos Mutter wieder zu einem Menschen wird, begründet Kipo die Humanoiden-Mutanten-Ultimative-Freundschafts-Allianz (HMUFA) und vereinigt die Mutantenlager miteinander, nachdem Skarl sich bei ihnen entschuldigt hat, und schließlich mit einem Abschlussball auch die Mutanten und Menschen. Emilia wird, nachdem sie sich selbst in einen Mega-Mutanten verwandelt, in einem Kampf mit Kipo und ihren Freunden besiegt, indem Skarl sich opfert.

## Figuren

### Hauptfiguren
- Kipo Oak ist ein dreizehnjähriges Mädchen aus einem Bau, das dort von ihrem Vater Lio unter anderem in Astronomie gebildet wurde. Ihre Mutter ist angeblich an einer Krankheit gestorben. An ihrem dreizehnten Geburtstag (26. März) stellt sie fest, dass Veränderungen an ihrem Körper einsetzen und sie zum Teil Mutantin ist. Ohne dass sie kontrollieren kann, wann es passiert, wächst an ihrem Arm manchmal Fell und er verwandelt sich in die Pfote eines Mega-Jaguars. In der zweiten Staffel erfährt sie, dass ihre Eltern als Wissenschafts-Projekt vor ihrer Geburt ihre DNA mit der eines Mega-Jaguars angereichert haben, damit sie sich irgendwann in einen solchen verwandle.
- Wolfi, so benannt von Kipo, ist ein Mädchen, das an der Oberfläche lebt. Sie wurde von intelligenten Wölfen aufgezogen und fühlt sich als Teil deren Familie. Beim Abschluss der gemeinsamen Ausbildung mit Wolfswelpen musste sie aber feststellen, dass sie deren Beute sein sollte, und entkam enttäuscht. Seitdem ist sie eine Einzelgängerin und misstraut allen. Sie trägt einen Kapuzenmantel aus Wolfsfell und einen Stab mit einem roten Todesstachler (Stachel eines Mega-Skorpions) an der Spitze als Waffe.
- Benson ist ein Junge an der Oberfläche, der sich dort im Team mit Dave durchschlägt. Als Kipo annimmt, dass er Gefühle für sie hat, gibt er bekannt, dass er schwul ist. In Standort B verliebt er sich in den Jungen Troy.
- Dave ist ein mutiertes Insekt, das in einem steten Zyklus durch Häutung die Altersstufen durchläuft und sich regeneriert: von einem Baby über die Pubertät zu einem muskulösen Käfer mit Flügeln, auf den ein Greis folgt. Er entstammt einer Spezies identischer Käfer, die alle Dave hießen, ist aber der letzte seiner Art.
- Mandu ist ein mutiertes Schwein mit sechs Beinen und vier Augen, aber von normaler Größe, das Kipo seit ihrem ersten Ausflug an die Oberfläche begleitet. Nach einigen Jahren erlangt es Mega-Größe.

### Mutierte Tierarten
Manche mutierte Tierarten zeichnen sich durch Riesengröße und eine Überzahl bestimmter Körperteile aus, etwa Mega-Kaninchen mit sechs Ohrenpaaren oder der Mega-Affe mit sechs Armen. Riesige Flamingos haben zwei Hälse und Köpfe, die Mega-Taube namens Schnabel-Schnabel an einem Kopf zwei Augenpaare und zwei Schnäbel. Mega-Skorpione sind rot und haben drei Schwänze, deren Stachel auch andere Mega-Mutanten sofort außer Gefecht setzen können.
Andere Tierarten haben die menschliche Sprache und Verstand erlangt, Lager in bestimmten Gebieten und sich die Eigenheiten menschlicher Subkulturen angeeignet.
- Mod-Frösche sind von der britischen Mod-Subkultur inspiriert. Sie tragen schwarze Anzüge, Krawatten, Chelsea-Boots und Schnurrbärte. Zugleich verhalten sie sich wie die Mafia und betätigen sich in organisierter Kriminalität. Ein wiederkehrender Mod-Frosch heißt Jamack, der sich später Kipo anschließt, ihre Anführerin Mrs. Sartori.
- Holzfällerkatzen (Original: Timbercats) sind von Hipsters, die sich wie Holzfäller kleiden, inspiriert. Sie leben in einem Wald, tragen Flanellhemden, Beanies und schwingen Äxte. Auf Holzinstrumenten spielen sie Folkmusik. Ihr Anführer ist Yumyan Hammerpfote, der sich den Mega-Floh Pierre hält, und seine Stellvertreterin Molly. In der dritten Staffel wird Yumyan geheilt und zu einer gewöhnlichen Katze.
- Umlaut-Schlangen (im Original Umlaut Snäkes mit einem Heavy-Metal-Umlaut) sind Hardrocker und spielen diese Musik auf E-Gitarren, bevorzugen aber, wenn nicht sie selbst rocken, Stille. Sie kleiden sich wie die Rocker-Subkultur in Lederjacken mit Spikes.
- Newton-Wölfe, benannt nach Isaac Newton, sind gelehrte Intellektuelle, die Rollkragenpullover tragen. Sie leben in der Sternwarte und haben sich selbst Astronomie beigebracht. Ihr Held ist der Astronom Carl Sagan, auf dessen letztes Buch Billions and Billions die Namen ihrer zwei Anführer, die beide Billions heißen, anspielen. Sie präsentieren ihr Wissen über das Universum in Rap.
- Die Ratten Amy und Brad betreiben einen Vergnügungspark, der „Rattenland“ genannt wird und als Sicherheitszone eingerichtet ist, an der Mutanten und Menschen sich friedlich aufhalten und Spaß haben können. In der zweiten Staffel wird er durch Skarl zerstört.
- Tad Mulholland ist ein Wesen, das sich aus einer Kolonie Wasserbärchen zusammenbildet und seine Form verändern kann. Die Wasserbärchen leben in dem Wasser aus einem Wasserspender. Wenn jemand von diesem trinkt, rufen sie den perfekten Traum hervor, während Mulholland sich von der produzierten Gehirnenergie ernährt.
- Fitness-Waschbären leben im Müll-Canyon und benennen sich nach Dingen, die sie im Müll finden. Sie führen verschiedene Arten der Fitness wie Aerobic und Yoga aus und tragen entsprechend Turnkleidung, also Leotards, Leggings und Schweißbänder an Arm und Stirn.
- Der Hofstaat der Affen orientiert sich am europäischen Adel des 18. Jahrhunderts und an Wolfgang Amadeus Mozart. Sie tragen rote Gehröcke, blaue Fliege und weißgepuderte Perücken. Ihr Anführer, der Mandrill Scarl der Große (im Original Scarlemagne, beides nach Karl der Große), spielt Klavier und kann mit seinen Pheromonen niedere Primaten (gemeint sind Menschen) kontrollieren. Einige Menschen hat er zu seiner Belustigung für Tanzbälle in seinem Palast (einem Einkaufszentrum) abgerichtet, aber er träumt davon, alle Menschen zu versklaven. Die anderen genannten Tierlager haben Angst vor ihm und arbeiten für ihn. Er war früher ein nicht mutierter Affe namens Hugo im Wissenschaftsbau, wo er durch die Experimente von Kipos Eltern intelligent geworden ist. Dort lernte er auch Klavierspielen und entwickelte sein Interesse für europäische Könige. Bevor er sie übernahm, hatten die anderen Affen sich im Einkaufszentrum als Emos gekleidet.
- Weitere Lager sind Dubstep-Bienen, die mit elektronischer Musik kommunizieren; Glamrock-Hamster, inspiriert von Ziggy Stardust; die nur weiblichen Scooter-Stinktiere auf pinken Motorroller; Kolibri-Bomber in Bomberjacken, angelehnt an Kampfpiloten aus dem Zweiten Weltkrieg.

In den Staffeln 2 und 3 kommen als neue Figuren hauptsächlich weitere individuelle Tiere statt großer Gruppen vor:
- Die Ziegenkäse-Schwestern sind drei blinde, weise Ziegen, die ihren eigenen Käse in einem Kessel produzieren und in diesem durch eine Spruchformel Informationen und Prophezeiungen herauslesen. Als Kipo noch ein Baby war, ist Lio aus dem alten Bau ihrer Eltern zu den Ziegen geflüchtet, die ihm gesagt haben, dass es noch weitere Baue gibt.
- Theotter ist eine umherreisende Truppe aus Ottern mit dem Sänger Puck. In Kostümen, die Kipo und ihre Freunde darstellen, singen sie Lieder über deren Abenteuer, stellen aber, um beim Menschen hassenden Publikum anzukommen, sie dabei so dar, dass Kipo die Mutanten bösartig angegriffen habe.
- Cappuccino ist eine Shrimp-Dame, die ein Restaurant namens Brunchington Beach betreibt, in dem es für Mutanten Brunch gibt, aber Menschen unerwünscht sind. In ihrem Restaurant wird mit Informationen gezahlt, doch Dave hat die Zeche geprellt, weswegen sie auf ihn sauer ist; Jamak hat sie aus dem gleichen Grund zum Küchendienst verdonnert. Sie ändert ihre Einstellung gegenüber Menschen, als Kipo sie vor den Affen rettet.
- Schimmelknuffel (im Original Fun Gus zum lateinischen fungus für Pilz und englisch fun für Spaß) ist der Schimmelpilz, der sich in und um den alten Wissenschaftsbau von Kipos Eltern gebildet hat. Er hat die Persönlichkeit eines kleinen Jungen, der viel spielen will und, weil er jahrelang keinen Besuch hatte, Kipo und ihre Freunde nicht mehr gehen lassen will.
- Geli und Jibralta sind zwei Fledermäuse, die, weil Menschen und Mutanten die Erde zerstören, diese verlassen und zu den Sternen fliegen wollen, wo sie außerirdisches Leben vermuten. Sie halten Geräuschabspelgeräte wie Bensons Kassettenspieler und Dr. Emilias Ultraschallsensor für Alientechnologie und Mutanten, die sich verwandeln können, wie Dave und Kipo, für Aliens.
- Einhörner der See ist eine K-Pop-Boyband aus Delfihörner unter Leadsänger Hyun-Soo. Ihre Lieder bestehen aus teils koreanischen und teils englischen Passagen. Hyun-Soo freundet sich mit Doag an, die mit ihnen tanzt.
- Margot und Rupert sind zwei junge Wolfsgeschwister, die zusammen mit Wolfi aufgezogen wurden und deren beste Freunde waren, bis sie von ihren Eltern gezwungen wurden, Wolfi zu jagen.
- Kameko und Jeanine sind zwei bebrillte Schatz-Eichhörnchen, die Dinge in dem Schatzhügel verstecken und dann vergessen.

### Weitere Menschen
- Lio und Song Oak sind Kipos Eltern und Wissenschaftler. Sie arbeiteten früher in einem Bau unter der Leitung von Dr. Emilia, in dem an den letzten nicht mutierten Tieren Experimente durchgeführt wurden. Auf diese Weise gelang es ihnen, dem Affen Hugo Intelligenz zu verleihen, was sie zunächst vor ihrer Vorgesetzten geheim hielten. Als weiteres wissenschaftliches Projekt reicherten sie Eizellen mit der DNA verschiedener mutierter Tiere an; von einer wurde Song schwanger, die sich nach der Geburt von Kipo als die mit Mega-Jaguar-DNA herausstellte. Als eine Nebenwirkung der Schwangerschaft wurde auch Song mutiert und in einen Mega-Affen mutiert, dem Kipo bei ihren Abenteuern mehrfach begegnet ist. Während Song durch ihre Verwandlung den Bau zerstörte, ist Lio mit dem Baby Kipo geflohen. In der dritten Staffel wird Song durch das Heilmittel wieder zum Menschen.
- Hoag ist der Anführer in Kipos und Lios Bau und hat nach dessen Zerstörung die Umsiedlung in den Standort B organisiert. Zu den Bewohnern des Baus gehören auch Asher und Dalia, Zwillinge und Kipos beste Freundinnen, und Troy mit seinem Vater Roberto. Troy teilt die Interessen Musik und Pfannkuchen mit Benson und lädt ihn zu einem Date ein; die beiden Jungen werden ein Paar. Als die Erwachsenen aus Standort B entführt werden, kommen Asher, Dalia und Troy bei den Holzfällerkatzen unter. In der dritten Staffel erscheinen auch die Tänzerin Doag, Hoags Tochter, und Lily und Earl, die Eltern der Zwillinge.
- Dr. Emilia war die wissenschaftliche Leiterin von Songs und Lios Bau, in dem daran geforscht wurde, wie man die letzten nicht mutierten Tiere in Mutanten verwandeln kann, um herauszufinden, wie die Mutanten zurückverwandelt werden können. Sie hatte einen Bruder Liam, den sie selbst umbrachte, als dieser sich mit Mutanten anfreundete und ihre Überzeugungen anzweifelte, wodurch er die Mission gefährdet hätte. Sie hasst Mutanten und möchte ihre Existenz beenden, damit die Menschen wieder die Oberfläche übernehmen können. Die Mutation der hybriden Menschen Song und Kipo ist ihr zuwider. In der Gegenwart leitet sie den menschlichen Widerstand mit ihren Assistenten Zane und Greta gegen Skarl. Sie will Kipo als Mega-Jaguar gegen Skarl einsetzen, aber auch gegen Kipos Mutter, wobei beide umkommen sollen. Nachdem die Bewohner von Kipos Bau vor Skarl geflohen sind, überzeugt sie die meisten Erwachsenen (außer Troys Vater), sich ihr anzuschließen, um an der Oberfläche leben zu können. Mit Kipos DNA entwickelt sie ein Heilmittel, das die Mutanten zu gewöhnlichen Tieren machen kann. Um Kipo zu bekämpfen, verwandelt sie sich kurzzeitig selbst in einen zweiköpfigen Mega-Mutanten, wird aber nach ihrer Niederlage wieder geheilt und wird zur Strafe mit Schimmelknuffel in ihrem alten Bau festgehalten.

## Episodenliste

### Übersicht
| Staffel | Episoden- anzahl | Erstveröffentlichung |
| ------- | ---------------- | -------------------- |
| 1       | 10               | 14. Januar 2020      |
| 2       | 10               | 12. Juni 2020        |
| 3       | 10               | 12. Oktober 2020     |

### Staffel 1
| Nr. (ges.) | Nr. (St.) | Deutscher Titel          | Originaltitel                 | Regie                              | Drehbuch                       |
| --- | --------- | ------------------------ | ----------------------------- | ---------------------------------- | ------------------------------ |
| 1 | 1         | Allein in der Oberwelt   | Burrow Girl                   | Radford Sechrist                   | Bill Wolkoff                   |
| An der Oberfläche begegnet das Untergrund-Mädchen Kipo dem Mutantenschwein Mandu und der Einzelgängerin Wolfi. Während sie von Mod-Fröschen verfolgt werden, finden sie ein Insektenbaby. |           |                          |                               |                                    |                                |
| 2 | 2         | Freunde                  | Explosion Berries             | Radford Sechrist                   | Bill Wolkoff                   |
| Benson und Insekt Dave retten die Mädchen vor den Mod-Fröschen, wobei sie erfahren, dass Kipo von Scarl dem Großen gesucht wird. Sie bringen Kipo zu ihrem Bau, der zerstört wurde, doch dann entdeckt sie, dass ihre Leute fliehen konnten. |           |                          |                               |                                    |                                |
| 3 | 3         | Echte Katzen tragen Karo | Real Cats Wear Plaid          | Chase Conley                       | Bill Wolkoff                   |
| Die Gruppe wird von Holzfällerkatzen gefangengenommen, deren Kratzbaum von einem Mega-Mutanten zerstört wurde. Indem Kipo ihren Anführer, der auf einem Baum festsitzt, zurückholt, schafft sie es, dass die Katzen sich mit ihnen verbünden. |           |                          |                               |                                    |                                |
| 4 | 4         | Der Mega-Affe            | Cäctustown                    | Chris Copeland                     | Joanna Lewis & Kristine Songco |
| Die Gruppe betritt das Gebiet der Umlautschlangen, die Kipo durch Gitarrenspiel auf ihre Seite zieht. Sie führen sie zum Unterschlupf des Mega-Affen, den Kipo kurzzeitig beruhigen kann. Dann aktiviert sich aber dessen Halsband und der Affe läuft davon. |           |                          |                               |                                    |                                |
| 5 | 5         | Das Teleskop             | The Astronomers in Turtleneck | Chris Copeland & Bridget Underwood | Christopher Amick & Ben Mekler |
| Benson hat die Idee, die Sternwarte der Newton-Wölfe aufzusuchen, um das Teleskop für die Suche nach Kipos Leuten zu benutzen. Wolfi bringt der Gruppe vorher bei, sich wie ein Rudel zu verhalten. In der Sternwarte entdeckt Kipo, dass Skarl das Teleskop benutzt, um ihre Leute zu finden, sodass ihre Gruppe das Teleskop zerstört. Dabei sieht Kipo auf einer Reklametafel eine geheime Botschaft ihres Vaters.        |           |                          |                               |                                    |                                |
| 6 | 6         | Rattenland               | Ratland                       | Chase Conley                       | Bill Wolkoff                   |
| Es ist Kipos Geburtstag und, weil Wolfi ihren wiederum nicht weiß, erklärt sie sich zu Geburtstagsschwestern. Also teilt die Gruppe sich auf, um Geschenke zu suchen. Benson lädt Kipo ins Rattenland ein, wo er sie aufklärt, dass er schwul ist. Als sie von Skarls Leuten angegriffen werden, wächst ihr eine Jaguarpfote. Wolfi und Dave finden eine Karte zum neuen Bau von Kipos Familie, die sie ihr aber vorenthält. |           |                          |                               |                                    |                                |
| 7 | 7         | Mulholland               | Mulholland                    | Chase Conley                       | Taylor Chapulín Orcí           |
| Die Gruppe trinkt Wasser aus einem Trinkbrunnen, in dem eine Wasserbärchenkolonie namens Tad Mulholland lebt. Dieser ruft bei ihnen jeweils den perfekten Traum hervor. Kipo träumt von ihrer Mutter, die sie darüber aufklärt, dass sie Teilmutantin ist. Wolfi wacht als erste auf und befreit die anderen aus ihren Träumen. Sie entscheidet sich, Kipo die Karte zu geben.                                               |           |                          |                               |                                    |                                |
| 8 | 8         | Schnabel-Schnabel        | Twin Beaks                    | Chris Copeland                     | Joanna Lewis & Kristine Songco |
| Die Gruppe landet im Müll-Canyon, wo die Fitness-Waschbären leben, und hilft ihnen gegen die Taube Schnabel-Schnabel. Durch eine 3D-Brille sieht Kipo eine Markierung im Gras, wo sich der neue Bau ihrer Leute befindet. Als sich aus dem Jubel Kipos Arm vor Wolfi verwandelt, läuft diese davon. |           |                          |                               |                                    |                                |
| 9 | 9         | Halb und halb            | Mute-Eat-Mute-World           | Chase Conley                       | Christopher Amick & Ben Mekler |
| Kipo wird entführt und von mehreren Mutantengruppen gejagt, weil Skarl eine Belohnung auf sie ausgesetzt hat. Während Benson versucht, Wolfi zurückzuholen, werden auch sie von Mutanten bedroht. Kipo kann sie retten und der Mod-Frosch Jamack lässt die Gruppe entkommen. |           |                          |                               |                                    |                                |
| 10 | 10        | Der Gang vor die Hunde   | Beyond the Valley of the Dogs | Kalvin Lee & Young Ki Yoon         | Bill Wolkoff                   |
| An Megahunden vorbei gelangt die Gruppe zum neuen Bau von Kipos Leuten, wo ihre neuen Freunde ihre alten kennenlernen: Asher, Dalia und Troy, in den Benson sich verliebt. Skarl überfällt den Bau und entführt Kipos Vater Lio. |           |                          |                               |                                    |                                |
| Alle Episoden wurden weltweit am 14. Januar 2020 auf Netflix veröffentlicht. |           |                          |                               |                                    |                                |

### Staffel 2
| Nr. (ges.) | Nr. (St.) | Deutscher Titel                     | Originaltitel                    | Regie             | Drehbuch                                     |
| --- | --------- | ----------------------------------- | -------------------------------- | ----------------- | -------------------------------------------- |
| 11 | 1         | Aurum                               | Paw of the Jaguar                | Chase Conley      | Joanna Lewis & Kristine Songco               |
| Wolfi und Benson bringen Kipos Freunde zu den Katzen. Kipo und Dave fliegen auf einem Flamingo zu Skarls Palast, wobei sie unterwegs den Mega-Affen von Skarls Kontrolle befreit. Beim Fluchtversuch mit ihrem Vater kann sie ihn nicht retten. Skarl zerstört das Rattenland, um sein Imperium Aurum zu errichten.                                                |           |                                     |                                  |                   |                                              |
| 12 | 2         | Die Ziegenkäse-Prophezeiungen       | The Goat Cheese Prophecy         | Bridget Underwood | Bill Wolkoff                                 |
| Die Gruppe sucht die Ziegenkäse-Schwestern auf, drei weise Ziegen, die Kipo dabei helfen, ihre Kräfte zu kontrollieren und die Jaguarpfote nach ihrem Willen erscheinen und verschwinden zu lassen. |           |                                     |                                  |                   |                                              |
| 13 | 3         | Die Ballade von Brunchington Beach  | The Ballad of Brunchington Beach | Matt Ahrens       | Christopher Amick & Ben Mekler               |
| Um den alten Bau von Kipos Eltern zu finden, macht die Gruppe sich auf zum Restaurant von Cappuccino, bei der Menschen unerwünscht sind. Unterwegs treffen sie eine Theatergruppe aus Ottern, die sie in ihren Kostümen einschleusen. Nachdem Skarls Handlanger erschienen sind und Kipo sie vertrieben hat, zeichnet Cappuccino ihr eine Karte zum Ziel.          |           |                                     |                                  |                   |                                              |
| 14 | 4         | Wie man einen Todesstachler besiegt | To Catch a Deathstalker          | Chase Conley      | Taylor Chapulin Orci                         |
| Auf dem Weg durch das Gebiet der Todesstachler führt Wolfi Kipo in ihren alten Unterschlupf. Skarl besorgt sich aus einer Bank Goldbarren. |           |                                     |                                  |                   |                                              |
| 15 | 5         | Der Schimmel-Knuffel Teil 1         | Fun Gus Part I                   | Bridget Underwood | Joanna Lewis & Kristine Songco               |
| Die Gruppe gelangt zum Wissenschaftsbau, in dem Kipos Eltern arbeiteten, der nun von orangem Schimmel befallen ist. Dave und Mandu bemerken, dass dieser sich bewegt, aber die anderen hören nicht darauf. Kipo findet ein Logbuch ihrer Mutter über deren Experimente.                                                                                            |           |                                     |                                  |                   |                                              |
| 16 | 6         | Der Schimmel-Knuffel Teil 2         | Fun Gus Part II                  | Matt Ahrens       | Leore Berris, Joanna Lewis & Kristine Songco |
| Die Gruppe wird von dem Schimmel, der mit ihnen spielen will, festgehalten. Entkommen können sie dank Tad Mulhollands Hilfe. Skarl bringt den Mega-Affen wieder unter seine Kontrolle, von dem Kipo erkennt, dass es ihre mutierte Mutter ist. |           |                                     |                                  |                   |                                              |
| 17 | 7         | Bensooooon!                         | Benson and the Beast             | Michael Chang     | Taylor Chapulin Orci                         |
| Die Gruppe lernt Dr. Emilia vom menschlichen Widerstand kennen, in deren Quartier Kipo trainiert werden soll, sich in einen Jaguar zu verwandeln. Dies gelingt ihr, als sie Benson vor Fledermäusen retten muss. Da erfährt sie, dass sie ihre Mutter nicht retten, sondern bekämpfen soll.                                                                        |           |                                     |                                  |                   |                                              |
| 18 | 8         | Der Weg des Mandrills               | Symphony for the Mandrill        | Bridget Underwood | Christopher Amick & Ben Mekler               |
| Skarl hat Kipo entführt und in seinen Palast gebracht. Sie erfährt, wie ihr Vater ihn im Stich gelassen hatte. Ihre Freunde machen sich auf, sie zu befreien. |           |                                     |                                  |                   |                                              |
| 19 | 9         | Die Krönung                         | All That Glitters                | Matt Ahrens       | Joanna Lewis & Kristine Songco               |
| Kipo versucht durch Zureden zu Skarls früherem Ich Hugo durchzudringen. Ihre Freunde stellen sich gegen Dr. Emilia und sperren deren Leute ein. Skarl erscheint zu seiner Krönung mit dem Mega-Affen und stellt die Mutanten vor die Wahl, ihn als Herrscher anzunehmen oder mit Gold übergossen zu werden.                                                        |           |                                     |                                  |                   |                                              |
| 20 | 10        | Das Gold der Freiheit               | Heroes on Fire                   | Michael Chang     | Bill Wolkoff                                 |
| Der Mega-Affe hilft den Menschen zu entkommen. Als Skarl das Stadion mit flüssigem Gold fluten lässt, kämpfen Kipos Freunde gegen seine Lakaien. Als Mega-Jaguar kann sie mit ihrer Mutter das Gold aufhalten, bevor es die Mutanten erreicht. Skarl wird von den Holzfällerkatzen gefangengenommen. Dr. Emilia überzeugt die Erwachsenen, sich ihr anzuschließen. |           |                                     |                                  |                   |                                              |
| Alle Episoden wurden weltweit am 12. Juni 2020 auf Netflix veröffentlicht. |           |                                     |                                  |                   |                                              |

### Staffel 3
| Nr. (ges.) | Nr. (St.) | Deutscher Titel                 | Originaltitel              | Regie             | Drehbuch                       |
| --- | --------- | ------------------------------- | -------------------------- | ----------------- | ------------------------------ |
| 21 | 1         | Das große Krabbeln              | Everything is Crabs        | Bridget Underwood | Bill Wolkoff                   |
| Seit Monaten ist Kipo auf der Suche nach Emilia. Währenddessen versucht sie, die Mutanten in einer Allianz zu vereinen, wozu nur wenige bereit sind, auch weil aus einigen Lagern Tiere entführt worden sind. Als Mega-Krabben das Holzfällerkatzendorf angreifen, kommt ihr die Idee, Emilia verstecke sich auf dem Meer. |           |                                 |                            |                   |                                |
| 22 | 2         | Codewort Milchshake             | Code Word Milkshake        | Matt Ahrens       | Leore Berris                   |
| Kipo und ihre Freunde finden das Kreuzfahrtschiff, auf dem sich die Menschen amüsieren, während Emilia Mutanten als Testobjekte für ein Heilmittel hält. Sie sprechen mit der Tänzerin Doag, befreien die Mutanten und zerstören das Labor. Emilia lässt es so aussehen, als ob Kipo die Menschen angreift, wodurch diese keinen von ihnen überzeugen kann. Emilia erkennt, dass Kipo die fehlende Variable für das Heilmittel ist.                                                                                                |           |                                 |                            |                   |                                |
| 23 | 3         | Der Wolf im Wolfspelz           | A Wolf In Wolf’s Clothing  | Michael Chang     | Christopher Amick & Ben Mekler |
| Weil die Mutanten noch zu viel Angst vor Skarl haben, der in einem Glaskasten eingesperrt ist, bringt Kipo ihn dazu sich zu entschuldigen, worauf sich mehr Lager der Allianz anschließen. Margot, eine frühere Wolfsschwester von Wolfi, taucht auf und bittet um ihre Hilfe. Als sie gemeinsam im Todesstachlergebiet ankommen, enthüllt sie, dass es eine Falle von Emilia war. |           |                                 |                            |                   |                                |
| 24 | 4         | Ein letztes Miau                | Don’t You Forget A-Meow Me | Bridget Underwood | Taylor Chapulin Orci           |
| Zane taucht im Dorf auf und sagt Kipo, sie solle sich mit Emilia treffen, um geheilt zu werden, weil sie ihre Freunde haben. Mulholland entnimmt ihm, dass Emilia zwei Dosen des Heilmittels hat, und lässt Kipo in einer Simulation die Konfrontation mit Emilia proben. Skarl hilft dem Mega-Affen, Kipo eine Botschaft zu übermitteln. Als sie schließlich zu Emilia geht, gelingt es, ihre Freunde zu retten und eine Dosis Heilmittel zu stehlen; die andere trifft Yumyan und verwandelt ihn in eine gewöhnliche Katze.      |           |                                 |                            |                   |                                |
| 25 | 5         | Fleißige Bienchen               | Song ReMix                 | Matt Ahrens       | Joanna Lewis & Kristine Songco |
| Mit dem Heilmittel wird Kipos Mutter wieder in einen Menschen verwandelt, um einen Impfstoff herzustellen. Weil Emilias Armee naht, soll eine Mauer aus Giftefeu errichtet werden, den nur Dubstep-Bienen anfassen können. Song kann diese überzeugen zu helfen. |           |                                 |                            |                   |                                |
| 26 | 6         | Der Angriff                     | It’s a Trap                | Michael Chang     | Leore Berris                   |
| Kipo und ihre Freunde holen weitere Mutanten hinter die Mauer. Die Menschen kommen an und arbeiten sich mit Stöcken durch den Efeu, während Kipos Seite Fallen baut. Als die Menschen durchkommen, kämpfen die Seiten gegeneinander und mehrere Mutanten werden vom Heilmittel getroffen. Kipo kann die Menschen als Mega-Jaguar, der gegen das Heilmittel immun ist, vertreiben. |           |                                 |                            |                   |                                |
| 27 | 7         | Daves Geschichte                | Requiem for a Dave         | Bridget Underwood | Christopher Amick & Ben Mekler |
| Um sie aufzuhalten, will Kipo Emilias Schiff versenken. Auf dem Weg dahin erzählt Dave eine Geschichte: Vor 200 Jahren kämpfte sein Volk aus Daves gegen eine Menschengruppe um einen Ventilator, bis er als letzter übrig blieb und auf Seiten der Menschen nur noch ein kleiner Junge (Benson). Nachdem sie sich gegenseitig in Netzen einfingen, beschlossen sie das Kämpfen einzustellen, und wurden Freunde. Als sie am Schiff ankommt, kämpft Kipo nicht, sondern lädt die Menschen zu einer Party ein.                      |           |                                 |                            |                   |                                |
| 28 | 8         | Versteckte Schätze              | Hidden Treasures           | Matt Ahrens       | Taylor Chapulin Orci           |
| Überraschend nimmt auch Emilia Kipos Einladung an, aber die Mutanten nicht, weil sie sauer sind. Kipo und ihre Freunde bauen einen Festwagen, der von Schatz-Eichhörnchen versteckt wird, und nachdem sie ihn befreit, überzeugen die Mutanten mit einer besonderen Einladung. Emilia holt sich die DNS eines zweiköpfigen Walross. Weil sie Emilia nicht trauen, ziehen Skarl und Wolfi eigenständig los, sie aufzuhalten. |           |                                 |                            |                   |                                |
| 29 | 9         | Der Abschlussball               | Prahmises                  | Michael Chang     | Joanna Lewis & Kristine Songco |
| Song erzählt die Geschichte, wie Emilia ihren eigenen Bruder umgebracht hatte, als er begonnen hatte sich mit Mutanten anzufreunden. Zu der Party erscheinen erst die Mutanten, dann die Menschen, die als Geschenk Feuerwerk mitbringen. Ihnen fällt aber schwer, sich anzunähern. Greta überzeugt Wolfi, dass ein Angriff auf Emilia nicht richtig wäre. Nachdem Doag dabei hilft, dass die Gäste aufeinanderzugehen und miteinander tanzen, gibt ihr Vater zu, dass das Feuerwerk eine Falle und mit Heilmittel präpariert ist. |           |                                 |                            |                   |                                |
| 30 | 10        | Das Zeitalter der Wundermonster | Age of Wonderbeasts        | Bridget Underwood | Bill Wolkoff                   |
| Als Emilia das Feuerwerk zünden lässt, helfen die Menschen, die Mutanten vor dem Heilmittel zu schützen. Emilia spritzt sich die Walross-DNA und wird zu einem zweiköpfigen Mega-Mutant, gegen den Kipo als Jaguar kämpft. Als Kipo besiegt scheint, opfert Skarl sich in einem finalen Schlag gegen Emilia, die darauf zu ihrem alten Wissenschaftsbau flieht. Kipo heilt Emilia wieder zu einem Menschen, die dort von Schimmelknuffel behalten wird.                                                                            |           |                                 |                            |                   |                                |
| Alle Episoden wurden weltweit am 12. Oktober 2020 auf Netflix veröffentlicht. |           |                                 |                            |                   |                                |

## Synchronisation
Die deutschsprachige Synchronisation entsteht nach einem Dialogbuch und unter der Dialogregie von Stefan Krüger durch die Hermes Synchron GmbH in Potsdam.
| Rolle                       | Spezies               | Originalsprecher                 | Deutscher Sprecher              |
| --------------------------- | --------------------- | -------------------------------- | ------------------------------- |
| Kipo Oak                    | Mensch                | Karen Fukuhara                   | Maria Hönig                     |
| Wolfi                       | Mensch                | Sydney Mikayla                   | Jennifer Weiß                   |
| Benson                      | Mensch                | Coy Stewart Jakari Fraser (jung) | Patrick Keller Francis Fanselow |
| Lio Oak                     | Mensch                | Sterling K. Brown                | Dirk Bublies                    |
| Song Oak                    | Mensch                | Jee Young Han                    | Silvia Mißbach                  |
| Mandu                       | Schwein               | Dee Bradley Baker                |                                 |
| Dave                        | Insekt                | Deon Cole                        | Leonhard Mahlich                |
| Scarl der Große/Hugo        | Mandrill              | Dan Stevens                      | Gerald Schaale                  |
| Harris                      | Mod-Frosch            | Ian Harding                      | Andree Solvik                   |
| Jamack                      | Mod-Frosch            | Jake Green                       | Gerrit Hamann                   |
| Mrs. Sartori                | Mod-Frosch            | Grey Griffin                     | Peggy Sander                    |
| Yumyan Hammerpfote          | Holzfällerkatze       | Steve Blum                       | Jürgen Kluckert                 |
| Molly                       | Holzfällerkatze       | Lea Delaria                      | Katrin Zimmermann               |
| Großauge (Shoelace)         | Holzfällerkatze       | Justine Huxley                   | Eva Thärichen                   |
| Ruffles                     | Holzfällerkatze       | Matt Lowe                        | Sven Brieger                    |
| Schmusemuff (Snugglemuffin) | Holzfällerkatze       | Juliet Donenfeld                 | Lukas Drittel                   |
| Cotton                      | Umlaut-Schlange       | Grey Griffin                     | Diana Borgwardt                 |
| Camille                     | Umlaut-Schlange       | Joan Jett                        | Nicole Hannak                   |
| Bad Billions                | Newton-Wolf           | GZA                              | Felix Spieß                     |
| Good Billions               | Newton-Wolf           | John Hodgman                     | Uwe Büschken                    |
| Amy                         | Ratte                 | Avrielle Corti                   | Gundi Eberhard                  |
| Brad                        | Ratte                 | Ace Gibson                       | Tim Moeseritz                   |
| Gerard                      | Affe des Hofstaats    | Dee Bradley Baker                | Hans Hohlbein                   |
| Lemieux                     | Affe des Hofstaats    | Grey Griffin                     | Heike Beeck                     |
| Porcelaine                  | Affe des Hofstaats    | Anna Vocino                      | Isabelle Höpfner                |
| Tad Mulholland              | Wasserbärchen         | Michael-Leon Wooley              | Tilo Schmitz                    |
| Karton                      | Fitness-Waschbär      | Taylor Louderman                 | Marina Krogull                  |
| Aufkleber                   | Fitness-Waschbär      | Betsy Sodaro                     | Almut Zydra                     |
| Wattestäbchen               | Fitness-Waschbär      | David Neher                      | Rainer Fritzsche                |
| Asher                       | Mensch                | Rhea Butcher                     | Sonja Spuhl                     |
| Dahlia                      | Mensch                | Fryda Wolff                      | Giuliana Jakobeit               |
| Troy                        | Mensch                | Giullian Yao Gioiello            | Marcel Mann                     |
| Roberto                     | Mensch                | Antonio Álvarez                  | Fabian Oscar Wien               |
| Hoag                        | Mensch                | Jeff Bennett                     | Wolfgang Wagner                 |
| Florabel                    | Ziegenkäse-Schwestern | Chris Anthony Landsdowne         | Cornelia Meinhardt              |
| Ida                         | Ziegenkäse-Schwestern | Kay Bess                         | Ilka Teichmüller                |
| Bev                         | Ziegenkäse-Schwestern | Mindy Sterling                   | Nina Herting                    |
| Puck                        | Otter                 | John Lavelle                     | Stefan Gossler                  |
| Cappuccino                  | Shrimp                | Karly Rothenberg                 | Heide Domanowski                |
| Schimmel-Knuffel            | Schimmelpilz          | Jack Stanton                     |                                 |
| Geli                        | Fledermaus            | Kat Palardy                      | Carolina Vera                   |
| Jibralta                    | Fledermaus            | Noël Wells                       | Mia Diekow                      |
| Dr. Emilia                  | Mensch                | Amy Landecker                    | Judith von Radetzky             |
| Zane                        | Mensch                | Carlos Alazraqui                 | Dirk Stollenberg                |
| Greta                       | Mensch                | Anna Vocino                      | Sabina Trooger                  |
| Easy                        | Kolibri-Bomber        | Matt Lowe                        | Uwe Jellinek                    |
| Velvet                      | Kolibri-Bomber        | Steve Blum                       | Sven Fechner                    |
| Boom-Boom                   | Kolibri-Bomber        | Alanna Ubach                     | Constantin Lücke                |
| Hyun-Soo                    | Delfihorn             | Raymond J. Lee                   |                                 |
| Doag                        | Mensch                | Rebecca Husain                   | Amelie Plaas-Link               |
| Earl                        | Mensch                | Carlos Alazraqui                 | Kaze Uzumaki                    |
| Lily                        | Mensch                | Kay Bess                         | Flavia Vinzens                  |
| Mr. Filburn                 | Mensch                | Jake Green                       |                                 |
| Hausmeister Bob             | Mensch                | John Lavelle                     |                                 |
| Liam                        | Mensch                | John Lavelle                     | Nicolas Rathod                  |
| Margot                      | Wolf                  | Victoria Grace                   | Melinda Rachfahl                |
| Loretta                     | Roller-Stinktier      | Grey Griffin                     | Daniela Thuar                   |
| Wheels                      | Roller-Stinktier      | Alanna Ubach                     |                                 |
| Kameko                      | Schatz-Eichhörnchen   | Lana McKissack                   | Esra Vural                      |
| Jeanine                     | Schatz-Eichhörnchen   | Necky Robinson                   | Marieke Oeffinger               |

## Produktion
Die Serie basiert auf Radford Sechrists Webcomic Kipo, den er 2015 entwickelte. Die Idee zu der Geschichte soll ihm nach Eigenaussage bei einem Spaziergang durch Los Feliz gekommen sein, bei dem er sich die städtische Umgebung mit riesigen Pflanzen und mutierten Kreaturen vorstellte. Peter Gal, der Chief Creative Officer von DreamWorks Animation, ermutigte ihn, das Konzept als Fernsehserie zu pitchen. Als ausführender Produzent stieg Bill Wolkoff, Drehbuchautor für Serien wie TRON: Der Aufstand und Star Wars Rebels, mit ein. In einem Interview erklärten sie zu Bensons Sexualität, er sei bereits beim Pitch als schwuler Charakter konzipiert, wobei Gal erklärt haben soll, dass es nicht uneindeutig oder bloß angedeutet werden dürfe, sondern er es auch explizit sagen müsse.
Die Animationen wurden durch das Studio Mir in Südkorea mittels Handzeichnungen erstellt. Der Costa-ricanische Filmkomponist Daniel Rojas komponierte die Musik und schrieb originale Lieder für die Serie, bei denen oftmals bewusst verschiedene Genres kombiniert wurden.

## Veröffentlichung
Dem Publikum wurde die Serie auf dem Festival d’Animation Annecy im Juni 2019 mit einem ersten Teaser vorgestellt. Der Trailer erschien am 8. Januar 2020 und die Serie am 14. Januar auf Netflix. Ein am 28. April veröffentlichter Trailer für die zweite Staffel kündigte den 12. Juni als Erscheinungstermin für die zweite Staffel an. Am 10. September wurde die dritte und letzte Staffel für den 12. Oktober angekündigt.

## Rezeption
Petrana Radulovic von Polygon vergleicht die Serie mit einer Spielzeugkiste; sie sei ein lebhaftes Mosaik mit einer einzigartigen Welt, vielschichtigen Charakterbeziehungen, und einer tieferliegenden Handlung, die die tiefsitzenden Spannungen zwischen den überlebenden Menschen und den Mutanten erforscht. Eine weitere Botschaft sei, dass die Welt und Natur auch ohne Menschen weiter laufen und funktionieren. Beth Elderkin von io9 sagt, Kipo erzähle keine bahnbrechende Geschichte, aber glänze durch die Art, wie es sie erzählt, denn es sei hell, bunt und lebendig. Dies vergleicht sie mit dem Zauberer von Oz und den Filmen von Hayao Miyazaki. Als die neueste Kinder-Animationsserie mit weiter Anziehungskraft und viel Herz reiht sie Kipo neben She-Ra und die Rebellen-Prinzessinnen, Willkommen in Gravity Falls und Steven Universe ein. Außerdem hebt sie lobend die Musik hervor, kritisiert aber, dass die Mutanten im Original „mutes“ genannt werden, was auch stumm bedeutet. Für Dave Trumbore von Collider sind die Kreaturen der phantasievollste Aspekt der Serie und werden von einer fantastischen Besetzung ergänzt, aus der Dan Stevens besonders heraussteche. Er vergibt 5 Sterne und das Urteil „Exzellent“.
Bensons Coming-out wurde in der Rezeption als besondere Szene herausgegriffen und gelobt, denn es ist das erste Mal in einer Animationsserie für die ganze Familie, dass eine schwule Figur auch die Worte „Ich bin schwul“ ausspricht. Die Szene sei keine große, tränenreiche Angelegenheit, sondern ein ruhiger Moment zwischen zwei engen Freunden, so Radulovic. Sie befindet sie als unaufdringlich, aber gerade deswegen bemerkenswert. Charles Pulliam-Moore von io9 findet die Lockerheit des Coming-outs gleichermaßen überraschend wie erfreulich. Es sei beeindruckend, dass Bensons Homosexualität nicht bloß dafür da ist, Kipos Gefühle für ihn komplizierter zu machen. Shamus Kelley von Den of Geek betrachtet die Entwicklung queerer Repräsentation in Kinder(animations)serien: „Anders als Serien [wie Die Legende von Korra] wartete Kipo nicht bis weit hinein in ihrem Verlauf, um eine Figur als queer zu bestätigen, und tat dies nicht bloß mit seltenen Nebenfiguren.“ Die Benutzung des Wortes „schwul“ sei eine richtungsweisende Veränderung, und Benson selbst, der schwarz ist, ein seltenes Beispiel eines queeren schwarzen Kindes, welche kaum im Fernsehen und Animation zu sehen seien. Zur zweiten Staffel lobt Kelley die Entwicklung zwischen ihm und Troy, die dieselbe Behandlung wie heterosexuelle Beziehungen erhalte und ohne Subtext als ganz normal gezeigt werde.
Während The Daily Quirk für die erste Staffel lobt, dass die Serie drei schwarze Hauptfiguren zeigt, die Handlung aber nur selten damit zu tun habe, dass sie schwarz sind, wie auch für die schwule Figur seine Sexualität nicht im Mittelpunkt steht, interpretiert Kevin Johnson von Den of Geek insbesondere für die zweite Staffel Handlungselemente als Metaphern für Rassenthemen und Schwarzsein.
Nach Abschluss der Serie schreibt Alana Joli Abbott von Den of Geek, die der dritten Staffel fünf von fünf Sternen vergibt, sie sei die hoffnungsvollste, fröhlichste und am stärksten auf Freundschaft konzentrierte post-apokalyptische Fernsehserie. Sie stelle weiterhin Hoffnung und Optimismus in den Vordergrund, erkenne deren Wert an und wisse, dass Hoffnung ihre größte Stärke sei.

### Nominierungen
- Daytime Creative Arts Emmy Awards: Outstanding Children’s Animated Program
- GLAAD Media Awards 2021: Outstanding Kids & Family Program
- NAACP Image Awards 2021: Outstanding Character Voice-Over Performance (Television), für Deon Cole (Dave)